# Pic (outil)
Un pic est un outil, généralement manuel, agrémenté d'un manche, possédant une partie pointue, dure et solide, voire lourde, le pic, destinée à frapper et briser, par percussion, la matière dure : le pic du terrassier ou du mineur, le pic (ou préférablement piolet) du montagnard, le pic à glace.
Le mot pic vient du latin picus et a d'abord désigné l'oiseau grimpeur le pic qui frappe l'écorce avec son bec et a été donné par extension comme nom à l'outil.
Dans son acception la plus fréquente, le mot pic désigne l'outil avec un assez long manche, permettant de le tenir à deux mains, du terrassier ou du mineur. Ce mot est alors utilisé alternativement au mot pioche, sans distinction, et même plus fréquemment que ce dernier. Le pic dans ce cas sert à casser ou perforer le sol dur -par exemple pour y creuser un trou- ou le roc -par exemple dans une mine, pour l'extraction d'un minerai, tel le charbon-. La partie pointue, ou pic, de cet outil est alors souvent complétée par une autre partie opposée, tout aussi longue, également étroite mais plate et carrée, pénétrant ou brisant un peu moins facilement, mais permettant de couper tel un outil tranchant et de faire si besoin plus facilement levier avec un meilleur appui. Cette partie opposée, symétrique par rapport au manche, offre un meilleur équilibre, ainsi qu'une plus grande masse -donc plus grande force de choc-, de l'ensemble de l'outil.

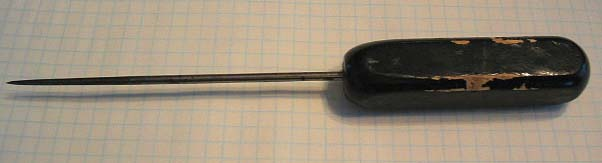
Pic à glace
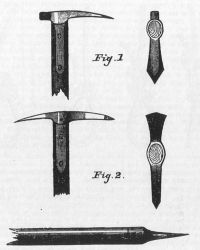
Pic du montagnard
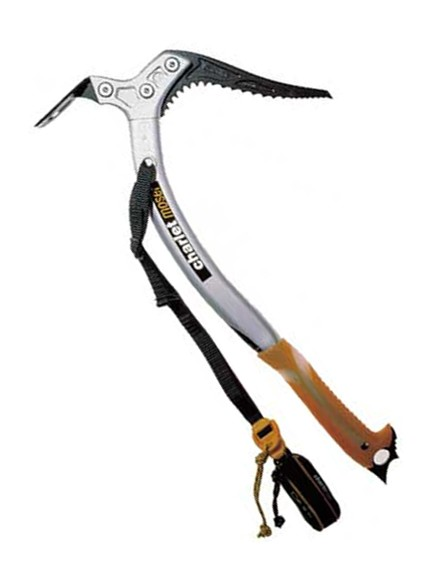
Piolet